# Alliance franco-sarde

Le découpage de la péninsule italienne, résultat de la restauration établie lors du congrès de Vienne.

L'alliance franco-sarde est un pacte militaire signé par le royaume de Sardaigne et l'Empire français le 28 janvier 1859. Il confirme la substance et modifie les détails des accords de Plombières conclus par le Président du conseil Cavour et Napoléon III en juillet 1858.
L'alliance établit l'aide militaire de la France aux États sardes en cas d'agression autrichienne. En échange, elle prévoit la cession à la France de la Savoie et de  Nice. Elle fixe les conditions de la deuxième guerre d'indépendance, et pour ne pas paraître comme une récompense française au mariage concédé par Victor-Emmanuel II au Prince Napoléon qui épouse sa fille, la date des documents diplomatiques est antidatée à décembre 1858.

## De Plombières à l'alliance
Au cours des six mois qui s'écoulent entre le 21 juillet 1858, jour de l'entretien à Plombières et le 28 janvier 1859, le jour de la signature de l'alliance, le royaume de Sardaigne et la France se dépensent pour obtenir le meilleur parti du traité. L'empereur Napoléon III a besoin de renverser l'équilibre établi en Europe par le congrès de Vienne et Cavour de parachever la libération de la Lombardie-Vénétie. Les deux exigences nécessitent une guerre contre l'empire d'Autriche.
Pour préparer l'alliance, Napoléon III, en septembre 1858, informe son cousin le prince Joseph Napoléon Bonaparte que des négociations ont eu lieu en juillet avec Cavour et il l'envoie à Varsovie pour rencontrer le tsar de Russie Alexandre II.
Le Prince Napoléon est porteur à Varsovie de la proposition française d'une entente pour obtenir de Saint-Pétersbourg la surveillance de la Prusse afin d'éviter une attaque de cette dernière contre la France en cas de guerre en Italie. En retour, Paris s'engage à faire de même contre la puissance coloniale adverse de la Russie en Asie : le Royaume-Uni.
Au début d'octobre 1858, le prince Napoléon informe le représentant de Cavour, Costantino Nigra, du  résultat de la mission à Varsovie qui, selon lui, est pleinement favorable. Au fil du temps, la Russie déçoit les attentes, le gouvernement de Saint-Pétersbourg exclut d'abord toutes hypothèses de guerre contre la Prusse, puis, à cause du refus français d'invalider les clauses anti-russes du congrès de Paris, bien après la conclusion de l'alliance franco-sarde (3 mars 1859), elle ne promet à la France que sa neutralité bienveillante.

### Les demandes françaises au Piémont

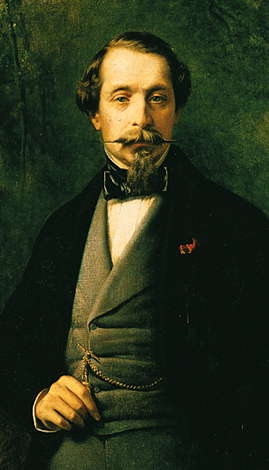
L’empereur Napoléon III, tableau de Franz Xaver Winterhalter de 1857.

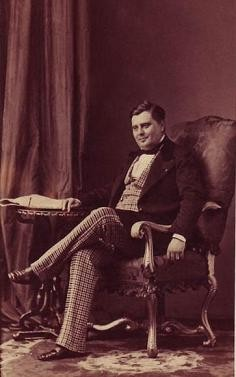
Le ministre français des Affaires étrangères Walewski, ouvertement opposé à l'alliance.

Les accords de Plombières, sur certains points, même d'importances capitales comme la cession des territoires du royaume de Sardaigne à la France, restent plutôt vagues.
Le 25 novembre 1858, Costantino Nigra qui est chargé des négociations par Cavour, apprend des Français que l'offre de Plombières d'une Haute Italie placée sous la couronne de la maison de Savoie est confirmée et en échange la France prétend au comté de Savoie ainsi qu'à Nice. De plus, le roi de Sardaigne serait placé sous le commandement de Napoléon III pendant la campagne militaire et toutes les dépenses françaises seraient à la charge du Piémont. Cavour en est retourné. Pour aggraver la situation, dans les jours suivants, le gouvernement sarde reçoit le refus de Paris pour l'obtention d'un prêt, seules les protestations de Turin sur le rôle de Victor-Emmanuel II pendant la guerre sont entendues, Cavour obtenant « les plus satisfaisantes assurances. »

### La position de la Grande-Bretagne
D'autres difficultés pour le Piémont se profilent à l'horizon, l'Empire britannique, adversaire de la Russie en Asie centrale, est favorable à l'Autriche qui s'oppose à la Russie dans la péninsule balkanique. Pour cette raison, l'hostilité de la reine Victoria à l'alliance franco-sarde, qui aurait inévitablement mis l'Autriche en difficulté, est claire et nette.
Le 9 décembre 1858, la reine d'Angleterre, préoccupée par les desseins de l'empereur Napoléon III sur l'Italie, écrit à son ministre des Affaires étrangères, comte de Malmesbury : « Tout ce qui peut être fait pour détourner les pensées de l'Empereur pour un dessein similaire devrait être fait. Il ne veut pas penser à ce qu'il fait et il ne voit pas sinon ce qu'il désire ».
Le système bancaire britannique ne s'avère pas plus favorable, les banquiers refusent de financer le Piémont et révèle au prince consort Albert de Saxe, que Cavour est « Bankrupt and desperate » (« en banqueroute et désespéré »).

### Les résistances des Français à Cavour
En France, une guerre pour l'Italie ne bénéficie pas d'une excessive popularité. Les aristocrates sont particulièrement hostiles : une aversion dédaigneuse transpire dans les cercles Bourbon, et l'hostilité du milieu orléaniste est plus agressif et combatif, tous préoccupés que Cavour reste à Rome. Le milieu financier est également défavorable, seuls les républicains, bien qu'adversaires de Napoléon III, ont de la sympathie pour la cause italienne.
Même parmi les hommes politiques, il existe une résistance importante : le ministre français des Affaires étrangères Walewski est informé par Napoléon III au début de décembre 1858 et en réponse il offre sa démission. Persuadé de la retirer, il fait tout pour éviter une guerre, dangereuse à son avis, à la France aussi bien pour le régime que pour le pays.
Sur l'autre front, juste après Noël, Cavour réussit à surmonter les dernières résistances de Victor-Emmanuel II d'accorder la main de sa fille Marie-Clotilde au cousin de Napoléon III, le Prince Napoléon. Mariage fortement désiré par les Français qui en ont confirmé le souhait à Plombières.
Pendant ce temps, Napoléon III, le 24 décembre 1858, écrit une longue lettre à Walewski afin de le persuader de la nécessité d'une alliance avec le Piémont et de la guerre avec l'Autriche. Dans la note, l'empereur affirme qu'après la victoire sur l'Autriche et avoir obtenu la Savoie et Nice, la France aurait un allié en Italie et sur le Rhin, la Belgique et la Suisse retournant dans sa sphère d'influence. Ainsi, avec ses ennemis historiques divisés, la France, libératrice et civilisatrice des peuples, pourrait obtenir ce qu'elle considère juste et abolir à jamais les traités de 1815.

### La position de Victor-Emmanuel II

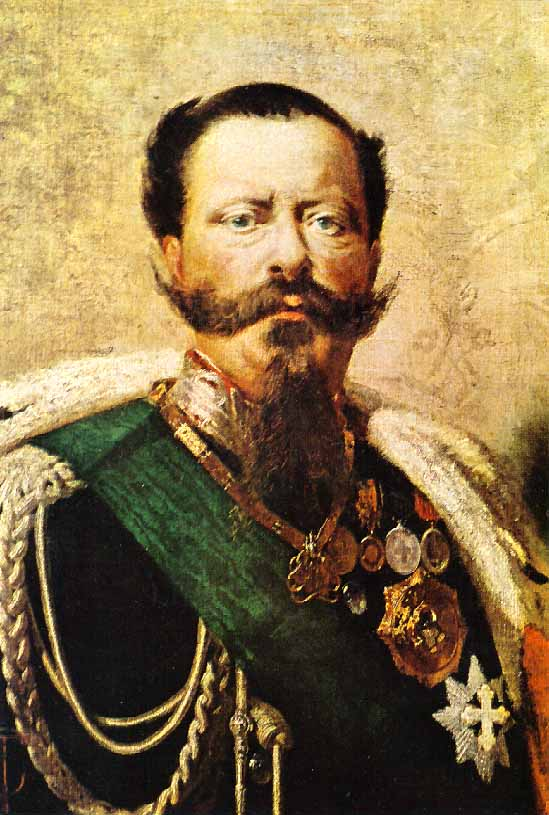
Victor-Emmanuel II, tableau de Tranquillo Cremona.

De son côté, Napoléon III prépare le terrain. À l'occasion de la réception du Nouvel An des délégations étrangères, l'empereur s'approche de l'ambassadeur d'Autriche et de façon inattendue et d'une voix sévère, il prononce les mots suivants : « Je regrette que nos relations ne soient plus aussi bonnes comme je désire qu'elles fussent, mais je vous prie d’écrire à Vienne que mes sentiments personnels pour l'Empereur sont toujours les mêmes. » Dans le langage diplomatique de l'époque, cela signifie vouloir ouvrir une crise politique. Ces mots ont un immense écho.

Malgré le secret de l'entretien de Plombières, des nouvelles sur les négociations pour une alliance et une guerre avec l'Autriche commencent à se répandre en Italie ce qui provoque une mobilisation de l'opinion publique sans précédent dès 1848. La preuve définitive que quelque chose bouge est un passage du « discours de la Couronne » de Victor-Emmanuel II au parlement piémontais, le 10 janvier 1859. La phrase suggérée par Napoléon III est : « Nous ne pouvons pas rester insensibles aux cris de douleur qui viennent jusqu'à nous des nombreuses régions de l'Italie. », ceci pour dire que maintenant le Piémont assume le rôle de défenseur des Italiens opprimés et de promoteur de l'unité nationale.
Londres, cependant, n'en démord pas. Après le discours de Victor-Emmanuel II, le 13 janvier 1859, le ministre des Affaires étrangères Malmesbury, transmet à son ambassadeur à Turin : « [...] Je vous invite à rappeler au Comte de Cavour la terrible responsabilité qui, sans être attaqué par un État étranger et sans que son honneur soit en jeu, mènera inévitablement vers, comme il le fait, une guerre européenne, mettant dans la bouche de son souverain des paroles de réconfort pour des sujets d'autres puissances, mécontents de leurs gouvernements. ».

## Le traité d'Alliance
Les déclarations de Napoléon III et de  Victor-Emmanuel II ne peuvent pas rester sans suite. À Paris, on pense d'abord à un traité d'amitié à rendre public avec certains articles secrets, puis on se décide à un seul pacte destiné à rester entièrement secret. Le document diplomatique est divisé en trois parties : le traité d'alliance offensif et défensif, l'accord militaire et l'accord financier.

### Le texte du Traité d'alliance
[…]

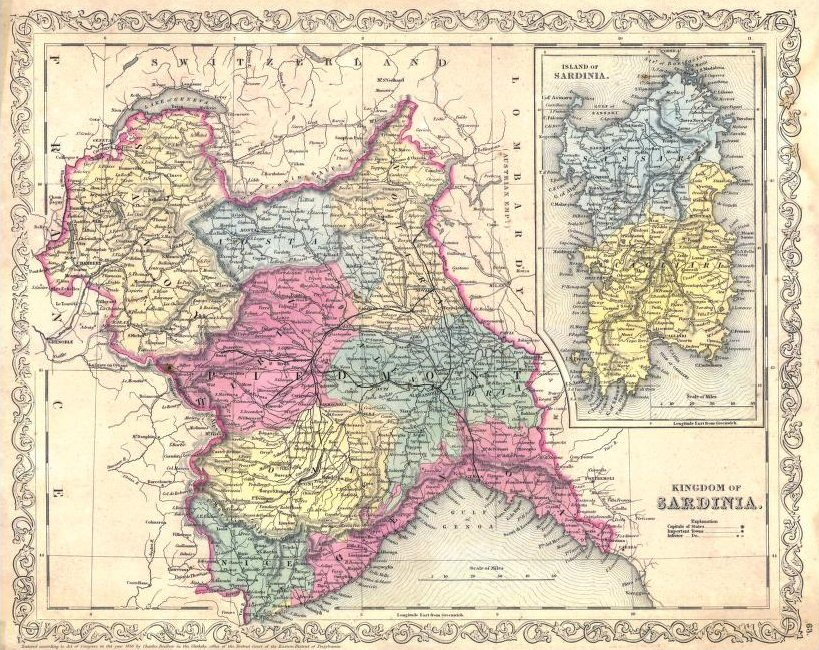
Carte anglaise du royaume de Sardaigne de 1856.

- Article 1. Dans le cas où à la suite d'un acte agressif de l'Autriche la guerre venait à éclater entre le roi de Sardaigne et Sa Majesté l'Empereur d'Autriche, une Alliance Offensive et Défensive sera conclue entre Sa Majesté l'Empereur des Français et Sa Majesté le Roi de Sardaigne.
- Article 2. Le but de l'alliance sera de libérer l'Italie de l'occupation autrichienne, pour satisfaire les voix des populations [...] constituant, si le résultat de la guerre le permet, un royaume de la Haute-Italie à onze millions d'habitants[12].
- Article 3. Au nom du même principe, le Duché de Savoie[13] et la province de Nice se réuniront à la France.
- Article 4. […] il est stipulé expressément, dans l'intérêt de la religion catholique, que la souveraineté du Pape sera maintenue.
- Article 5. Les dépenses de la guerre seront supportées par le royaume de la Haute Italie.
- Article 6. Les Hauts Partis contractants s'engagent à ne pas accepter aucune ouverture visant à ouvrir à la cessation des hostilités sans en avoir d'abord délibéré en commun.

### Le texte de l'accord militaire
Dans le cas [...] il faudrait conclure entre les dites Majestés une Alliance Offensive et Défensive, l'accord militaire, dont les modalités figurent ci-après, sera annexé au traité d'alliance offensive et défensive.
- Article 1. Les forces des alliés en Italie seront portées à 300 000 hommes : 200 000 français, 100 000 sardes. Une flotte dans l'Adriatique secondera les opérations de l'armée de terre.
- Article 2. Les Provinces italiennes, occupées par les forces alliées, seront déclarées en état de siège. Les pouvoirs publics seront constitués par Sa majesté le Roi de Sardaigne et fonctionneront en son nom.
- Article 3. […] le commandement en chef sera exercé par Sa Majesté l'Empereur des Français, et, en cas d'absence de l'Empereur, par celui qu'il aura désigné.
- Article 4. L’incorporation des recrues et des volontaires de l'Armée Sarde sera fait de manière à ne pas présenter à l'ennemi des troupes instruites et bien disciplinées.
- Article 5. [Sur approvisionnement en Italie des troupes françaises (magasins aménagés, réquisitions et acquisition locales)].
- Article 6. [Sur Gênes, place de dépôt et d'approvisionnement  des troupes françaises].
- Article 7. [Sur l'estimation des réquisitions selon les formes de la comptabilité françaises et ses indemnisations].

### Le texte de l'accord financier
Dans le cas [...] il faudrait conclure entre les dites Majestés une Alliance Offensive et Défensive, l'accord militaire, dont les modalités figurent ci-après, sera annexé au traité d'alliance offensive et défensive.
- Article 1. Toutes les dépenses de guerre en Italie seront remboursées à la France par des annualités équivalent au dixième des revenus de toute nature payées dans le nouveau royaume de Haute Italie
- Article 2. [Sur l'émission de bons de la part des autorités sardes pour payer les fournitures militaires françaises de l'armée sarde].
- Article 3. [Sur la division en parts égales (française et sarde) du produit des impôts prélevés dans les provinces occupées].
- Article 4. [Sur la commission mixte pour la liquidation des dettes de guerre].

## La signature

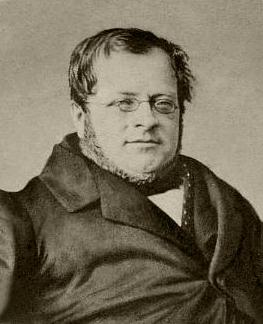
Camillo Benso, comte de Cavour

Le 26 janvier 1859, une copie du traité est signée par Napoléon III et son ministre des Affaires étrangères Walewski à Paris et entre le 28 janvier et le 29 par Victor-Emmanuel II et Cavour à Turin. Mais Napoléon III veut antidater les documents (au 12 et 16 décembre) avec l'intention de ne pas présenter l'alliance comme un événement trop proche du mariage de son cousin, le Prince Napoléon avec la fille de Victor-Emmanuel, Marie-Clotilde. L'union dynastique, dont les Bonaparte ont tant besoin, est célébrée le 30 janvier, et la proximité des dates aurait pu faire croire que l'accord du roi de Sardaigne faisait partie du prix payé par le Piémont pour l'alliance.
À l'issue de la signature des accords, Cavour subit une longue et mouvementée période au cours de laquelle le Premier ministre piémontais doit faire face à un comité parlementaire qui l'interroge secrètement sur les détails de l'alliance : Cavour nie que la Savoie et Nice furent l'objet de négociations.
Il subit de nouveaux avertissements de la Grande-Bretagne et la proposition russe d'un Congrès qui, pour éviter la guerre, aurait rendu vain tout le travail diplomatique du Piémont. Le rêve de l'unité nationale de Cavour dépend, paradoxalement, de Vienne, puisque l'article 1 du traité active l'alliance avec la France et la guerre que dans le cas d'un acte d'agression de l'Autriche. Le 23 avril l'Autriche délivre un ultimatum exigeant la démobilisation de l'armée sarde. Il est suivi du refus du Piémont et de l'ouverture des hostilités (le 26 avril) par l'Autriche, contre laquelle se rallie, honorant son l'alliance, la France : ainsi débute la deuxième guerre d'indépendance.

Le royaume de Haute Italie tel que le traité franco-sarde de 1859 l'envisageait
Le royaume de Sardaigne après la campagne d'Italie ou, dans l’historiographie italienne, la deuxième guerre d'indépendance italienne